# Sporting Lagos FC
Der Sporting Lagos Football Club ist ein nigerianischer Fußballverein aus Lagos, der aktuell in der zweiten Liga, der Nigeria National League, spielt.
Der Verein ist auch unter dem Nicknames The Noisy Lagosians bekannt.

## Geschichte
Der Verein wurde 2022 von Shola Akinlade, Mitbegründer und CEO des Finanztechnologieunternehmens Paystack, gegründet. Die Mannschaft startete in der zweiten Liga. Nach einer Saison stieg die Mannschaft 2023 in die erste Liga auf.

## Stadion
Der Verein trägt seine Heimspiele im Onikan-Stadion in Lagos aus. Das Stadion hat ein Fassungsvermögen von 5000 Personen.
Koordinaten: 6° 26′ 32,9″ N, 3° 24′ 7,9″ O

## Saisonplatzierung
| Saison  | Liga                                 | Level | Platz | Nigerian FA Cup | Nigeria Super Cup | Nigeria Super Four |
| ------- | ------------------------------------ | ----- | ----- | --------------- | ----------------- | ------------------ |
| 2022/23 | Nigeria National League              | 2     | ▲     |                 |                   |                    |
| 2023/24 | Nigeria Professional Football League | 1     | 17. ▼ |                 |                   |                    |